# Royaume de Hongrie (1718-1867)
juillet 1718 – mars 1867
Entités précédentes :
- Hongrie royale
- Hongrie ottomane
- Hongrie orientale
- État hongrois (1849, non reconnu)

Entités suivantes :
- Royaume de Hongrie
- État hongrois (1849, non reconnu)

Le royaume de Hongrie (en hongrois : Magyar Királyság) entre 1718 et 1867 est l'élargissement, sous l'égide des Habsbourg au terme de leur « Longue Guerre » contre l'Empire ottoman, de la Hongrie royale aux territoires de la Hongrie ottomane et du Partium transylvain ayant formé le royaume de Hongrie orientale.

## Conquête par les Habsbourg
L'échec ottoman devant Vienne détermine les Habsbourg à repenser leur stratégie en Hongrie royale, remettant en cause la prééminence obtenue en 1568 par les Ottomans dans la plaine hongroise à la paix d'Andrinople.
Les opérations de conquête des Habsbourg à la fin du XVIIe siècle se concentrent autour de la plaine de Hongrie, occupée par les Ottomans depuis le milieu du XVIe siècle. Ainsi, dès le dégagement de Vienne, les généraux des Habsbourg planifient une conquête systématique de la plaine hongroise, menée de façon méthodique à partir de 1684. Les années 1684 et 1685 sont ainsi consacrées à la prise des positions indispensables à un succès en Hongrie centrale, Érsekújvár sur la rive gauche du Danube, Esztergom sur la rive droite, succès de faible importance tactique mais d'une grande importance stratégique.
Ainsi, après la conquête de Buda en 1686, les opérations se concentrent rapidement autour de la forteresse de Belgrade, conquise par les Impériaux une première fois en 1688, puis perdue en 1690. Rapidement, ces opérations, ainsi que le succès de Buda, sont utilisées par les Habsbourg et leur propagande, dans les années qui suivent, puis au cours du XIXe siècle.

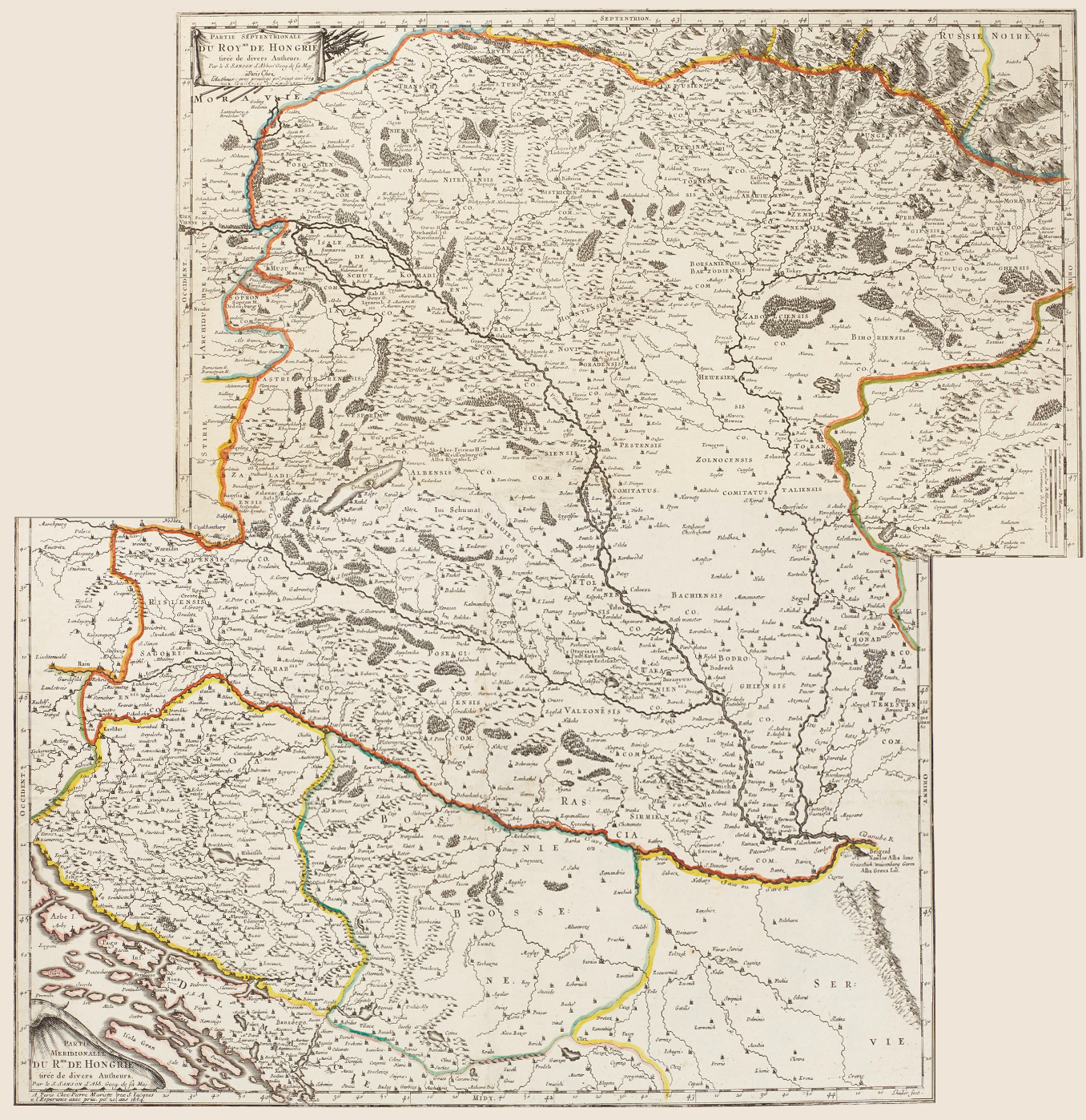
La Hongrie en 1679, pendant la conquête habsbourgeoise, par Nicolas Sanson

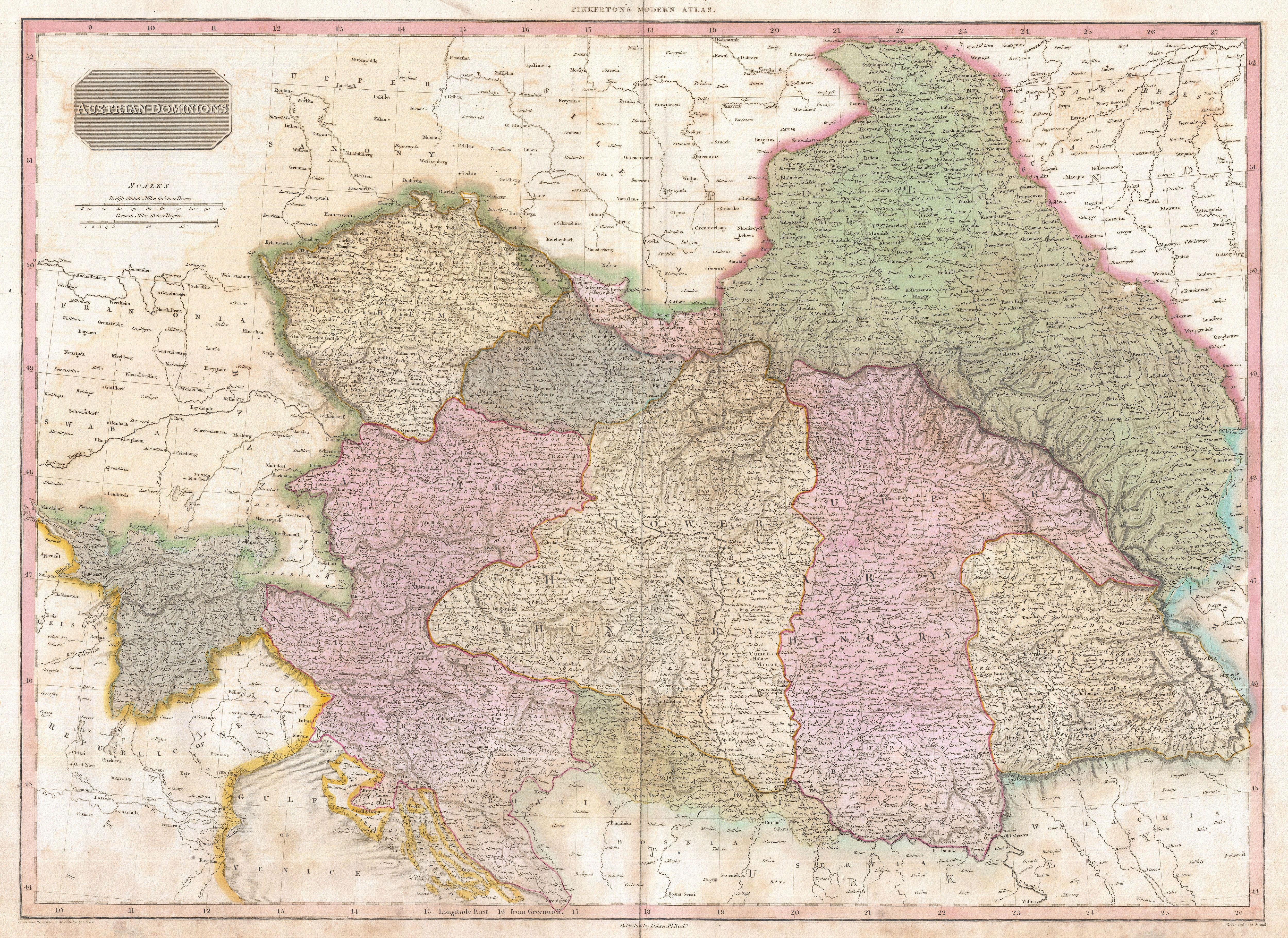
L'empire d'Autriche en 1796.

## Le royaume de Hongrie auXVIIIesiècle
La conquête de la Hongrie par les Habsbourg est entérinée en 1699 par la paix de Karlowitz, et achevée en 1718 au traité de Passarowitz par le rattachement du Banat. Le royaume habsbourgeois de Hongrie comprend ainsi des territoires actuellement hongrois, autrichiens (Burgenland), slovaques (Haute-Hongrie), polonais (dans les comitats de Szepzs/Spisz et d'Árva/Orava), ukrainiens (Ruthénie), roumains (Marmatie méridionale et Partium ou Körösvidék), serbes (Bacska), croates (Baranya méridional) et slovènes (Muravidék). En revanche, jusqu'en 1867, le Banat (qui rejoint l'empire des Habsbourg le 21 juillet 1718), et le Grand-duché de Transylvanie (aux Habsbourg depuis 1699) forment encore des entités à part, protocolairement attachées à la couronne hongroise mais où la noblesse hongroise garde peu de pouvoirs et dont les gouverneurs sont nommés (depuis 1711 en Transylvanie) directement par les empereurs Habsbourg, à la place des bans et des princes hongrois jadis élus par la Diète ; les Habsbourg y établissent des confins militaires dont les habitants reçoivent des franchises en échange de leur service contre les incursions des akindjis ottomans,,,.

### Révoltes nobiliaires
Une des raisons qui ont incité les Habsbourg à renforcer le pouvoir centralisateur de Vienne est que les nobles hongrois, tant protestants que catholiques, n'ont cessé de se référer au fil des XVIe et XVIIe siècles à la bulle d'or accordée en 1222 par le roi André II à la noblesse et aux communes du royaume pour revendiquer une large autonomie, quitte à se rebeller contre Vienne et à s'allier pour cela à l'Empire ottoman, dont les princes transylvains et des nobles de Haute-Hongrie comme Imre Thököly se reconnurent vassaux. Le XVIIIe siècle est marqué par la grande révolte nobiliaire hongroise de 1711 coincidant avec l'arrivée sur le trône de la branche féminine de la famille de Habsbourg, en la personne de Marie-Thérèse. Ensuite, aucune révolte d'importance ne se développe entre 1711 et 1790.
La contre-Réforme, soutenue sur place par les Jésuites, indispose l'aristocratie, notamment dans l'Est qui, jusqu'en 1699, était administré par la principauté de Transylvanie (que l'historiographie hongroise moderne nomme « royaume de Hongrie orientale ») où s'appliquait l'édit de tolérance de 1568 par lequel tant le luthéranisme que le calvinisme et l'unitarisme étaient, à égalité avec le catholicisme, des « religions acceptées » (receptæ).

### Réorganisation et administration
Après leur victoire sur les Ottomans, les Habsbourg organisent leurs nouveaux territoires en Bezirke : il y en eut 33 dans le royaume de Hongrie, 10 dans le grand-duché de Transylvanie, 3 dans le royaume de Croatie, 3 en Slavonie et 3 dans le Banat, soit 52 en tout. Ils remplacent les anciens comitats du royaume hongrois médiéval, de taille très variable et marquetés par des enclaves de droit spécifiques. Les Bezirke sont confiés à des főispán hongrois, représentant le roi Habsbourg face aux nobles locaux et inversement. Pour faciliter cela, le főispán est choisi parmi les magnats de Hongrie (mágnás ou kastély) et bénéficie d'une large autonomie pour la gestion des affaires locales : en effet, le Bezirk est compétent pour la totalité des domaines dans lesquels l'administration royale exerce ses pouvoirs ; il dispose de la possibilité de lever des impôts spécifiques, dont le produit est affecté à des tâches précises. De plus, le főispán dispose de compétences judiciaires importantes, puisqu'il instruit les affaires portées à sa connaissance. Dans les faits, le főispán est plus souvent à Vienne ou à Budapest, voire en Italie, que dans sa circonscription, mais sur place son délégué, un alispán, se charge de diriger l'administration et les troupes locales.
En 1726, le roi Charles III crée le conseil de lieutenance, destiné à le seconder dans l'administration du royaume. Ainsi, au cours du siècle, le pouvoir royal se renforce, remettant toujours plus en cause l'importance de la noblesse dans la vie politique du royaume.

### Le royaume au sein des possessions des Habsbourg

Le royaume parmi les possessions des Habsbourg à la veille du compromis austro-hongrois.

Au cours du XVIIIe siècle, les nobles hongrois s'affirment comme les principaux défenseurs de Marie-Thérèse, fille de Charles III, notamment le 24 septembre 1741 lors de son sacre comme impératrice ; sans leur soutien, les princes allemands intéressés par le dépeçage des possessions des Habsbourg n'auraient laissé à Marie-Thérèse que le royaume de Hongrie, le grand-duché de Transylvanie et le grand-duché de Toscane. Par leur soutien à la nouvelle impératrice, les nobles magyars arriment solidement le royaume de Hongrie à la maison des Habsbourg.

## Le royaume auXIXesiècle

### Tourmente révolutionnaire
En ce milieu de XIXe siècle, après les guerres napoléoniennes, un vent de réforme soufflait en Hongrie. Le gouvernement autrichien, centralisé à Vienne, restait sourd aux demandes de changement exprimées depuis 1830 par István Széchenyi et Miklós Wesselényi.

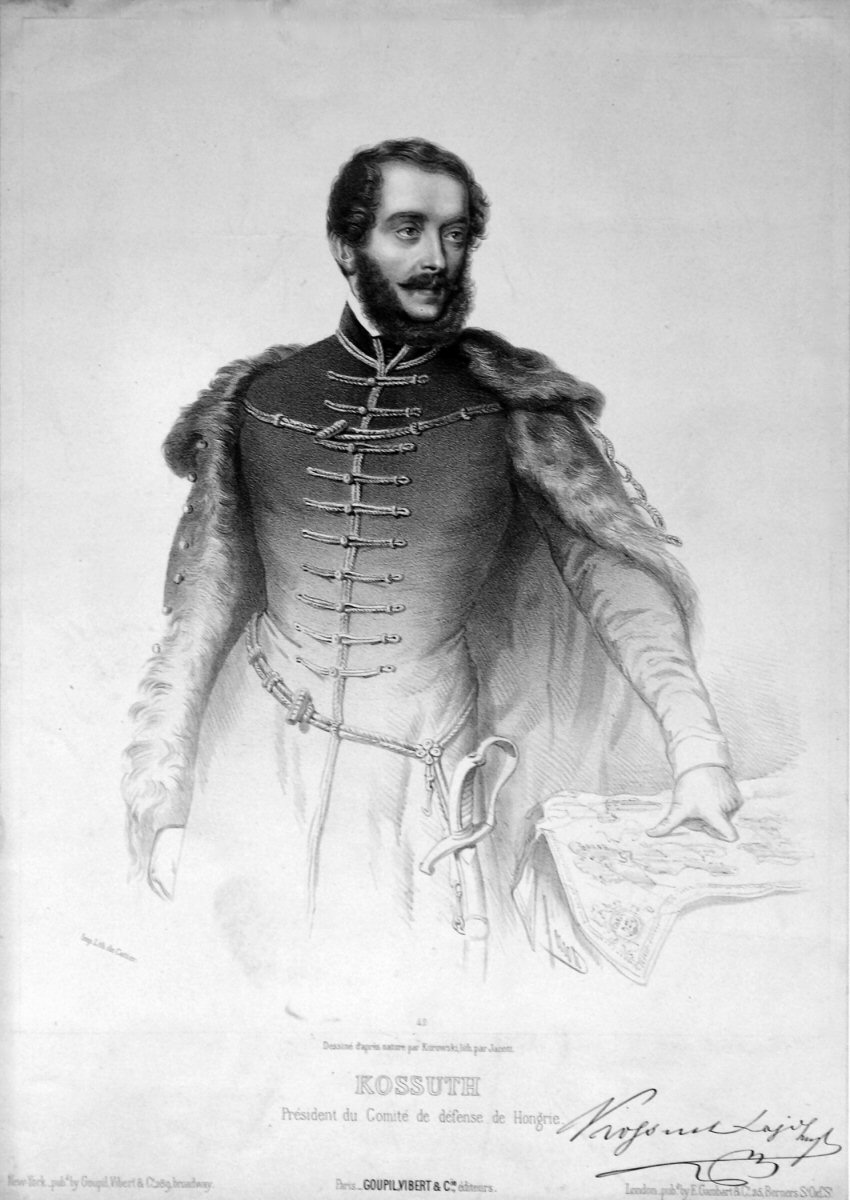
Lajos Kossuth

Le courant national conservateur d'Aurél Dessewffy (en), György Apponyi, Sámuel Jósika (hu) et István Széchenyi demande une réforme garantissant la primauté de l'aristocratie hongroise. Un mouvement libéral porté par Lajos Batthyány, Ferenc Deák et Lajos Kossuth demande, lui, la suppression des droits féodaux et plus d'autonomie avec une dose de parlementarisme hongrois. Enfin, le mouvement des « Jeunes hongrois », avec Sándor Petőfi, Pál Vasvári (hu) et Mihály Táncsics, souhaite établir une république, dut-il en passer par une révolte armée.
Pour tenter de juguler ces tendances, l'empereur d'Autriche Ferdinand V nomme György Apponyi comme vice-chancelier du royaume de Hongrie et Sámuel Jósika pour la Transylvanie, renforçant ainsi les pouvoirs centralisés.

### Le «printemps des peuples» en Hongrie
Le 3 mars 1848, Lajos Kossuth fait une déclaration devant le parlement hongrois pour réaffirmer ses revendications libérales.
Le 14 mars 1848, une délégation hongroise se rend alors à Vienne pour y transmettre leurs souhaits. Lajos Kossuth succède le 12 septembre 1848 au ministre-président libéral Lajos Batthyány. À la suite des événements révolutionnaires autrichiens, on empêche l'empereur Ferdinand Ier d'être reconnu roi de Hongrie.
Toutefois, des dissensions apparaissent entre révolutionnaires magyars, slaves et latins. Les révolutionnaires magyars sont plutôt républicains, jacobins et centralisateurs : ils souhaitent unifier la Hongrie en supprimant l'autonomie politique et linguistique de la Croatie-Slavonie et de la Transylvanie. En revanche, les Slaves, les Allemands et les Roumains de Hongrie sont majoritairement modérés, fédéralistes et partisans d'un empire constitutionnel. Dans le Banat de Josif Rajačić, le mouvement nationaliste serbe déclare l'autonomie ; en Croatie, Josip Jelačić en fait autant et crée sa propre armée, tout comme les Roumains de Transylvanie, menés par Avram Iancu, et les Slovaques du nord de la Hongrie. Des troubles se font jour chez les Italiens de la côte dalmate.
Fin août Josip Jelačić est nommé gouverneur de Croatie. Le 11 septembre, il déclare la guerre à la Hongrie. Le 29, ses troupes sont repoussées à Pákozd par les Hongrois. C'est le premier fait d'armes de la révolution hongroise de 1848.
La Hongrie crée aussi sa propre armée sur la base des gardes nationaux : Franz Lambert est à sa tête en septembre 1848. Le 30, elle bat les Autrichiens et attaque Vienne. Toutefois, en octobre, les Hongrois sont vaincus à Schwechat et contraints de se replier vers la Hongrie par Windisch-Grätz et Jelačić. Le 2 décembre, François-Joseph Ier d'Autriche monte sur le trône et ne respecte pas les promesses de son prédécesseur. Artúr Görgey réorganise l'armée qui compte jusqu'à 170 000 soldats. Józef Bem prend Cluj/Kolozsvar en Transylvanie, d'où il chasse les fédéralistes.
Le décret impérial octroyant la constitution de mars pour la Hongrie comme pour l'Autriche déboucha le 7 mars 1849 sur un soulèvement pour l'indépendance. Afin d'écraser l'insurrection, l'armée impériale, menée par Alfred de Windisch-Graetz marche sur la Hongrie dès l'hiver et remporte plusieurs victoires, notamment à Kápolna les 26 et 27 février. Les villes de Buda et Pest sont prises en mars. Mais, devant l'armée révolutionnaire renforcée par des corps francs et des émigrants polonais, elle doit se retirer le 10 avril 1849.
Le 14 avril 1849, la Diète de Hongrie annonce son indépendance vis-à-vis de la maison des Habsbourg-Lorraine et proclame la république,. Lajos Kossuth est alors nommé régent et investi des pleins pouvoirs.
Le 23 avril, les Hongrois reprennent Pest, le 30 la forteresse de Buda, faisant craindre aux Autrichiens un enlisement dans une guerre longue. Cependant, les autres États européens ne reconnaissent pas l'indépendance de la Hongrie, alors que des renforts autrichiens, libérés par la défaite des révolutions dans d'autres parties de l'Empire (le printemps 1849 marque notamment aussi la victoire autrichienne en Italie du nord), commencent à arriver.
Mars 1849 marque le revers de fortune de la révolution hongroise. Ainsi, les troupes russes prêtent assistance à l'armée autrichienne le 1er mai 1849, alors que celle-ci prépare une nouvelle offensive pour l'été. Dès lors, les autres États européens se désolidarisent de la révolution hongroise, alors que les armées autrichiennes et russes attaquent sur tous les fronts. Elles écrasent finalement la révolution hongroise.
Sous les coups de boutoir autrichiens et russes, les Hongrois subissent une série de défaites. Le général autrichien Haynau se lance vers l'est, devant un ennemi désormais surclassé. Il remporte une série de victoires à Pered (20 juin) et à Győr (28 juin) (batailles de Komárom) et reprend Buda et Pest en juillet. Il poursuit ensuite son adversaire vers l'est. En Transylvanie, l'armée russe l'emporte lors de la bataille de Segesvár (en) le 31 juillet, puis celle de Debrecen le 2 août. De leur côté, les Autrichiens écrasent les révoltés à Szőreg (en) le 5 août, et à Temesvár (en) le 9, scellant le destin de la révolution. Kossuth se retire le 11. Le 13 août 1849, les dernières unités hongroises capitulent à Világos,. Ce n'est cependant que le 2 octobre que les derniers révolutionnaires hongrois capitulent face aux Autrichiens dans la forteresse de Komárom.
Entretemps, le 28 juillet, les députés du parlement hongrois consentent enfin à déclarer l'égalité de droit entre les différents peuples constituant la Hongrie, il est toutefois trop tard.
Dans les semaines qui suivirent, plus de cent meneurs du soulèvement hongrois furent exécutés à Arad. Le 6 octobre 1849, au jour anniversaire de la révolution d'octobre à Vienne, l'ancien ministre-président Batthyány fut exécuté à Pest,. Les treize martyrs d'Arad (en hongrois : aradi vértanúk) sont treize généraux qui furent exécutés en 1849 à la suite de la révolution hongroise de 1848 contre le pouvoir des Habsbourg.

### Répression et nouveau départ
Par la répression du mouvement révolutionnaire hongrois, tous les acquis de la révolution hongroise de 1848 sont perdus, un régime militaire est instauré, dans le cadre du système de Bach, néojosephiste. Le gouvernement de Vienne y voit l'occasion de réorganiser l'empire des Habsbourg sur d'autres bases. Ainsi, en 1860, le royaume de Hongrie se voit octroyer le plein contrôle sur le Banat, jusqu'alors autonome et régi directement depuis Vienne ; par le compromis austro-hongrois de 1867, la Transylvanie est également intégrée de plein-droit au Royaume, dont les comitats sont rétablis mais avec des limites simplifiées et au nombre de 64.

## Démographie
| Groupes ethniques du royaume de Hongrie selon le statisticien hongrois Elek Fényes (hu) | Population c. 1840, | Pourcentage |
| --------------------------------------------------------------------------------------- | ------------------- | ----------- |
| Magyars                                                                                 | 4 812 759           | ~37 %       |
| Slaves                                                                                  | 4 330 165           | ~33 %       |
| Valaques                                                                                | 2 202 542           | ~17 %       |
| Allemands                                                                               | 1 273 677           | ~10 %       |
| Juifs                                                                                   | 244 035             | ~2 %        |
| Français                                                                                | 6 150               | <1 %        |
| Grecs                                                                                   | 5 680               | <1 %        |
| Arméniens                                                                               | 3 798               | <1 %        |
| Albanais                                                                                | 1 600               | <1 %        |
| Total                                                                                   | 12 880 406          | 100 %       |

Les Roms (75 107 selon Elek Fényes), sont comptés parmi les Magyars par Fényes car ils sont de langue hongroise.

### Traductions
- (ru)/(hu) Cet article est partiellement ou en totalité issu des articles intitulés en russe « Революция 1848—1849 годов в Венгрии » (voir la liste des auteurs) et en hongrois « 1848–49-es forradalom és szabadságharc » (voir la liste des auteurs).